# Ginsiella
Ginsiella is een geslacht van vliesvleugeligen uit de familie Eulophidae. De wetenschappelijke naam van dit geslacht is voor het eerst geldig gepubliceerd in 1951 door Erdös.

## Soorten
Het geslacht Ginsiella omvat de volgende soorten:
- Ginsiella erdosi Suciu, 1980
- Ginsiella indica Arifa & Khan, 1992
- Ginsiella triarticulata Erdös, 1951